# 渋谷区立渋谷小学校
渋谷区立渋谷小学校（しぶやくりつ しぶやしょうがっこう）は、東京都渋谷区渋谷1丁目にあった公立小学校である。

## 歴史
渋谷駅から徒歩圏内の宮益坂上の裏手近辺に存在していた。
1872年（明治5年）、後の旧東急百貨店東横店東館（現在の渋谷駅東側）が建てられた場所に小学校が建設された。ただし、学制公布により1875年（明治8年）創立となるが、渋谷区立としては一番古い小学校にあたる。1903年（明治36年）に、宮益坂と旧東急文化会館（現在の渋谷ヒカリエ）が交差する界隈（旧渋谷村中渋谷四番地）に移転した。
1943年（昭和18年）に旧東急文化会館界隈から宮益坂上の裏手近辺にあたる美竹町（現在の渋谷1丁目）に移転した。
1997年（平成9年）、渋谷区立大向小学校や大和田小学校と共に統廃合され神南小学校となり名称は消えた。跡地には消防署が入り、現在では渋谷区の特養老人ホームなどの施設がある「美竹の丘」が立地する。

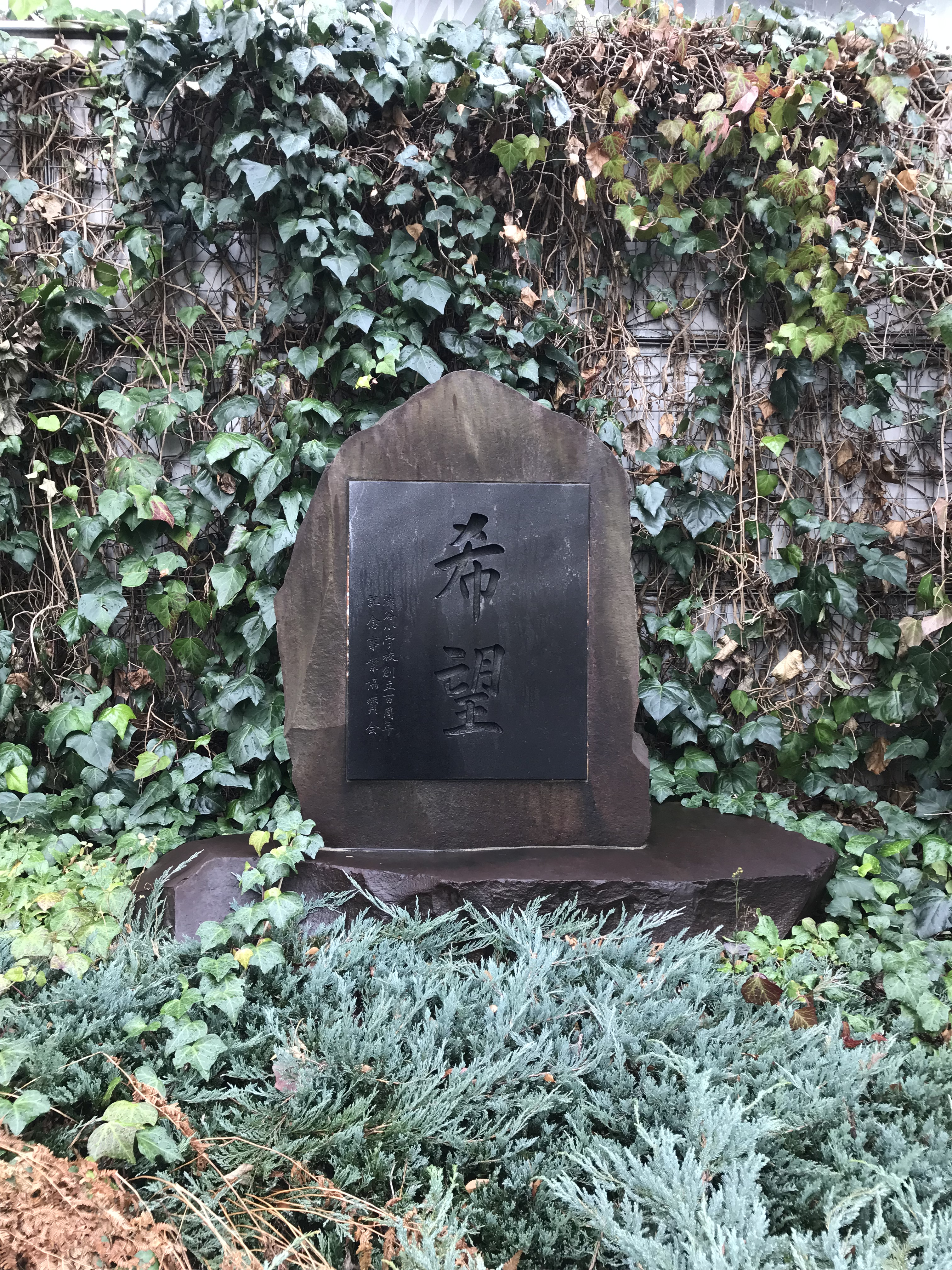
旧渋谷小敷地跡北側に今も残る記念碑

1975年（昭和50年）に創立100周年を記念して校庭の花壇にタイムカプセルを埋め、50年後の2025年（令和7年）に開封することになっている。

## 沿革
- 1875年（明治8年）3月15日 - 私立の学習塾を小学教則に引き直し、正式に「第一大学区東京府第三中学区第十九番公立小学渋谷学校」として開設。中渋谷村二番地（旧東急百貨店東館、宮益坂下交差点の渋谷駅側）、坪数21坪、児童数84名、職員3名
- 1879年（明治12年）9月27日 - 政府は学制を廃止して教育令を公布。これにより「東京府南豊島郡中渋谷村公立渋谷小学校」となる。
- 1886年（明治19年） - 分教場を設置（上渋谷村七十四番）
- 1887年（明治20年） - 本校の校舎増改築。
- 1889年（明治22年）4月 - 中渋谷村、下渋谷村が合併して「渋谷村」誕生。
- 1891年（明治24年） - 児童数の増加により増築、補修。
- 1892年（明治25年） - 高等科が置かれ、「渋谷尋常高等小学校」と改称。御真影が下賜される。
- 1895年（明治28年） - 経費節約のため分教場閉鎖。
- 1903年（明治36年） - 児童数の増加に伴い、渋谷村中渋谷四番地[1]に移転。
- 1906年（明治39年） - 補修夜学校開設。
- 1907年（明治40年）
  - 1月 - 町制がしかれ渋谷村から渋谷町となる。
  - 不明 - 義務教育が6年となる。渋谷第二小学校（後に渋谷小学校と統合される大和田小学校）設立。
- 1908年（明治41年）4月 - 校舎増築。二部授業実施。
- 1912年（明治45年） - 校地拡張と校舎の増築。児童数：尋常科1353名、高等科130名
- 1914年（大正3年） - 渋谷実業補修学校が付設される
- 1921年（大正10年） - 府道工事のため校舎の一部を取り壊す。
- 1923年（大正12年）3月 - 梨本宮守正王より500円下賜され、校舎改築と運動場の舗装。
- 1925年（大正14年）
  - 3月 - 創立五十周年祝賀式。記念として梨本宮規子よりピアノ1台が下賜される。
  - 9月1日 - 関東大震災、渋谷小学校が第二避難所となる。
  - 12月21日 - 常盤松尋常小学校の創立に伴い、学区域の一部が割譲され、児童数が減少。
- 1928年（昭和3年） - 町名地番の改正により、中通り三丁目五十八番地に。
- 1932年（昭和7年） - 「東京市渋谷尋常高等小学校」と改称。渋谷・千駄ヶ谷・代々幡の3町が合併して渋谷区が成立。
- 1941年（昭和16年）3月 - 「東京府東京市渋谷国民学校」と改称。
- 1943年（昭和18年）
  - 1月 - 建物など強制疎開のため、校舎を取り壊し、宮下町二十六番地に移転、新校舎落成。
  - 7月 - 学制施行により「東京都渋谷国民学校」と改称。
- 1944年（昭和19年）8月 - 第一次学童疎開（静岡県榛原郡相良町と川崎町）
- 1945年（昭和20年）
  - 4月 - 第二次学童疎開（富山県砺波郡庄下村および青森県北津軽郡金木村）
  - 5月26日 - 空襲により全校舎消失
- 1946年（昭和21年）5月 - 校舎焼失により廃校問題が起こる。渋谷国民学校復興後援会が結成され、陳情請願運動を展開。
- 1947年（昭和22年）3月 - 教育基本法公布。六・三・三・四制が定まる。
- 1948年（昭和23年）11月 - 渋谷区美竹町四十一番地（元梨元宮邸跡地）に新校舎落成。「東京都渋谷区立渋谷小学校」
- 1951年（昭和26年）3月 - 校舎6教室増築、給食調理場の改築。
- 1953年（昭和28年）3月 - 校舎2教室増築。
- 1955年（昭和30年）3月 - 創立八十周年記念式挙行
- 1956年（昭和31年）
  - 3月 - 校舎4教室増築
  - 8月 - プール竣工
- 1960年（昭和35年）11月 - 鉄筋4階建て校舎落成
- 1964年（昭和39年）3月 - 体育館竣工
- 1966年（昭和41年）1月 - 創立九十周年記念式挙行
- 1969年（昭和44年）3月 - 鉄筋3階建校舎落成
- 1974年（昭和49年）12月 - 鉄筋3階建校舎落成。屋上にプール。
- 1975年（昭和50年）3月15日 - 創立百周年記念式挙行
- 1997年（平成9年） - 渋谷区立大向小学校、渋谷区立大和田小学校とともに、渋谷区立神南小学校へ統合。

## 出身著名人
- 塚本晋也（映画監督・俳優）
- 赤城さかえ（俳人・俳論家）
- 東幹久（俳優）